# 西方町本城
西方町本城（にしかたまちほんじょう）は、栃木県栃木市の大字。郵便番号は322-0606。
　

## 地理
栃木市の北部、西方地区の北部に位置しており、鹿沼市と隣接している。

## 歴史
- 2011年（平成23年）10月1日 - 上都賀郡西方町が栃木市と合併し新生・栃木市が成立。同時に地域自治区「西方町」が設置され、栃木市西方町本城となる。

## 世帯数と人口
2017年（平成29年）8月31日現在の世帯数と人口は以下の通りである。
| 大字       | 世帯数  | 人口  |
| ---------- | ------- | ----- |
| 西方町本城 | 213世帯 | 662人 |

## 施設
- 栃木市役所西方総合支所

## 道路
- 国道293号・栃木県道3号宇都宮亀和田栃木線[3]
- 栃木県道177号上久我栃木線